# 民謡風の5つの小品
民謡風の5つの小品 (ドイツ語: 5 Stücke im Volkston) 作品102は、ロベルト・シューマンが作曲したチェロとピアノ、あるいはヴァイオリンとピアノのための作品。5つの民謡風小品などとも表記される。

## 作曲
シューマン自身が「もっとも実りの多い」年と形容した1849年の4月に作曲された。この年には他にも、ホルンのための「アダージョとアレグロ」、クラリネットのための「幻想小曲集」作品73、オーボエのための「3つのロマンス」といったレパートリーに恵まれなかった楽器とピアノのための作品が集中的に書かれている。
出版されたのは1851年で、チェリストのアンドレアス・グラバウ (Andreas Grabau) に献呈された。グラバウはライプツィヒ・ゲヴァントハウス管弦楽団で演奏しシューマンによって楽団の「もっとも卓越した奏者たち」に挙げられるともに、室内楽奏者としてシューマンの作品の普及に寄与し、ピアノ三重奏曲第1番や第3番の初演にも参加している。
1850年6月8日のシューマン40歳の誕生日を祝う場でクララ・シューマンとグラバウが演奏し、ほかにも公開の場かは不明だがグラバウが1851年までに複数回取り上げている。遅くとも1859年12月6日にはフリードリヒ・グリュッツマッハーとクララ・シューマンによって公開演奏が行われている。

## 作品
次の年に作曲されたチェロ協奏曲とともに、チェリストの重要なレパートリーになっている。シューマンがチェロとピアノの編成を念頭に書いた現存する唯一の作品であり、1853年12月に「5つのロマンス」あるいは「幻想小曲集」と題されたチェロ作品が書かれたがこちらは没後にクララ・シューマンによって破棄された。シューマン自身が編曲を用意したと推定されるヴァイオリンのほかにも、オーボエやクラリネット、ファゴットなどでも演奏される。
この作品でシューマンは、シンプルな和声とリズムでハンガリーや北欧を含む民謡のスタイルを模倣しており、こうした民衆に近しい姿勢は1848年革命直後の時代の潮流とも呼応している。クララ・シューマンは作品の「新鮮さと独創性」に引きつけられたと述べ、新音楽時報は「必要とされるのはヴィルトゥオーソではなく、音と含蓄によって楽器に語らせられる熟練した奏者が求められる」と評した。

## 構成
全5曲からなり、全曲の演奏時間は15分ほど。
第1曲の冒頭には旧約聖書の「伝道の書」あるいはヨハン・ヴォルフガング・フォン・ゲーテの詩の題名にも現れる「空の空なるかな」("Vanitas Vanitatum") という言葉が記されているが、曲集全体と第1曲のみのどちらに与えられたものかは不明である。ヘ長調の子守歌風の第2曲に続き、スティーヴン・イッサーリスが曲集の中心があると述べる第3曲は憂愁を帯び情熱的な表現が増す。明るく伸びやかなニ長調の第4曲と、激しく暗い第5曲はどちらも舞曲風のリズムをもつ。
1. フモールをもって（Mit Humor）
2. ゆるやかに（Langsam）
3. 速くなく、たっぷりした音で奏するように（Nicht schnell, mit viel Ton zu spielen）
4. 急ぎすぎず（Nicht zu rasch）
5. 力強く、はっきりと（Stark und markiert）